# Château de l’Ermitage (Coulanges-lès-Nevers)
Pour les articles homonymes, voir Château de l'Ermitage.
Le château de l’Ermitage, ou ermitage des Jésuites,  est un manoir français situé dans la commune  de Coulanges-lès-Nevers proche de Nevers en France. La bâtisse et deux de ses quatre dépendances sont inscrites au titre des monuments historiques depuis 1991.

## Localisation
Le château de l’Ermitage est situé au 7 chemin de l’Ermitage, accessible depuis la RD 977 à l’est de l’agglomération.

## Historique
Le site de l'Ermitage semble avoir fait l'objet d'une urbanisation importante dès le Haut Moyen Âge. Depuis 2019 l'ouverture du projet immobilier du clos de l'Ermitage a permis d'importantes découvertes archéologiques sur le site traversé par l'ancienne voie romaine de Nevers à Autun.
Les jésuites du collège de Nevers achètent la propriété en 1621 pour en faire leur maison de récréation. Le bâtiment actuel est reconstruit et agrandi en 1752 avec la contribution de la ville de Nevers. Refusant de s’acquitter de la taille, ils en sont expulsés en 1762.

## Description
L’ensemble est une propriété de quatre hectares aux portes de Nevers comportant une maison de maître de plan rectangulaire avec un étage à toit à longs pans mansardés et de quatre pavillons annexes. Les façades et les toitures du bâtiment principal, de deux pavillons et la grille sont inscrites à l'inventaire des monuments historiques par arrêté du 27 mai 1991. Au nord le parc renferme quelques arbres remarquables âgés de 400 ans ou plus.